# Ascarina coursii
Ascarina coursii är en tvåhjärtbladig växtart som först beskrevs av Jean-Henri Humbert och Capuron, och fick sitt nu gällande namn av J.-f. Leroy och J. Jeremie. Ascarina coursii ingår i släktet Ascarina och familjen Chloranthaceae. Inga underarter finns listade i Catalogue of Life.